# Подволошино (Иркутская область)
Подволошино — село, центр Подволошинского муниципального образования Катангского района Иркутской области.

## География
Поселок расположен на юге Катангского района на реке Нижняя Тунгуска. Из Подволошино начинается судоходство по этой реке.

## История
В XVII веке здесь заканчивался Чечуйский волок длиной примерно 30 километров.

## Население
| 2002 | 2010 | 2011 | 2012 | 2013 | 2014 | 2015 |
| ---- | ---- | ---- | ---- | ---- | ---- | ---- |
| 506  | ↘467 | ↘465 | ↘451 | ↘434 | ↘414 | ↘408 |
| 2016 | 2017 |      |      |      |      |      |
| ↘398 | ↘365 |      |      |      |      |      |

## Упоминания в литературе
Подволошино под именем Подволочная упоминается в романе В. Шишкова «Угрюм-река».